# Municipalità locale di Msukaligwa
Msukaligwa è una municipalità locale (in inglese Msukaligwa Local Municipality) appartenente alla municipalità distrettuale di Gert Sibande della provincia di Mpumalanga in Sudafrica. 
In base al censimento del 2001 la sua popolazione è di 124 812 abitanti.
Il suo territorio si estende su una superficie di 6.015 km² ed è suddiviso in 16 circoscrizioni elettorali (wards). Il suo codice di distretto è MP302.

## Geografia fisica

### Confini
La municipalità locale di Msukaligwa confina a nordovest con quella di Emalahleni (Nkangala), a nord e a est con quella di Albert Luthuli, a est e a sudest con quella Mkhondo, a sud con quella di Pixley ka Seme, a sudovest e a ovest con quella di Lekwa e a ovest con quella di Govan Mbeki.

### Città e comuni
- Bankkop
- Breyten
- Camden
- Chrissiesmeer
- Davel
- Ermelo
- Holbank
- Kafferspruit
- Kwachibikhulu
- KwaDela
- KwaZanele
- Lothair
- Msukaligwa
- Phumula
- Selindile
- Sheepmoor
- Waburton
- Wesselton

### Fiumi
- Boesmanspruit
- Bonnie Brook
- Holbankspruit
- Klein - Olifants
- Klein - Vaal
- Klein - Xspruit
- Kwaggalaagte
- Metula
- Mpama
- Olifants
- Rietspruit
- Sandspruit
- Swartwater
- Thole
- Umpuluzi
- Usutu
- Vaal
- Viskuile
- Witpuntspruit
- Xspruit

### Dighe
- Jericho Dam
- Morgenstanddam
- Westoe Dam
- Willem Brummerdam